# Joe Berlinger
Joe Berlinger, né le 30 octobre 1961 à Bridgeport dans le Connecticut, est un réalisateur, producteur, scénariste et acteur américain.

## Filmographie

### En tant que réalisateur
- 2000 : Blair Witch 2 : le livre des ombres
- 2019 : Extremely Wicked, Shockingly Evil and Vile
- 2021 : Scène de crime

### En tant que producteur
- 2004 : Metallica: Some Kind of Monster
- 2009 : Crude (en)
- 2014 : Whitey: United States of America v. James J. Bulger (en)
- 2016 : Tony Robbins: I Am Not Your Guru (en)
- 2017 : From the Ashes
- 2019 : Extremely Wicked, Shockingly Evil and Vile

### En tant qu'acteur
- 1996 : Paradise Lost : The Child Murders at Robin Hood Hills : lui-même
- 2000 : Blair Witch 2 : le livre des ombres : un touriste
- 2011 : Paradise Lost 3: Purgatory